# 사도시 (조선)
사도시(司䆃寺)는 조선시대에 내선(內膳: 대궐내의 음식)의 미곡(米穀: 쌀을 포함하는 다른 곡식)을 수입·지출하는 일을 관장하는 관청을 말한다.

## 기관 연혁
- 1392년(태조 1년) 7월 28일: 요물고를 설치함.[2]
- 1401년(태종 1년) 7월 13일: 요물고를 공정고(供正庫)로 고침.[3]
- 1405년(태종 5년) 3월 1일: 공정고(供正庫)가 호조의 속아문이 됨.[4]
- 1414년(태종 14년) 1월 18일: 공정고(供正庫)의 주부(注簿)를 모두 승(丞)이라 칭함.[5]
- 1422년(세종 4년) 9월 25일: 공정고를 도관서로 고침.[6]
- 1466년(세조 12년) 1월 15일: 도관서를 없애고 그 대신 사선시로 고쳐 정(正)·부정·첨정·주부·직장을 각각 하나 씩 둔다.[7]
- 1882년(고종 19년) 12월 29일: 사도시를 혁파함.[8]

## 사도시의 관직
| 품계  | 관직명     | 인원 |
| ----- | ---------- | ---- |
| 종5품 | 사(使)     | 1명  |
| 종6품 | 부사(副使) | 2명  |
| 종7품 | 직장(直長) | 2명  |
| 종8품 | 주부(注簿) | 2명  |

| 품계  | 관직명     | 인원 |
| ----- | ---------- | ---- |
| 정3품 | 사(使)     | 1명  |
| 종3품 | 부사(副使) | 2명  |
| 종7품 | 직장(直長) | 2명  |
| 종8품 | 승(丞)     | 2명  |

| 품계  | 관직명     | 인원 |
| ----- | ---------- | ---- |
| 정3품 | 정(正)     | 1명  |
| 종3품 | 부정(副正) | 1명  |
| 종4품 | 첨정(僉正) | 1명  |
| 종6품 | 주부(注簿) | 1명  |
| 종7품 | 직장(直長) | 1명  |

## 사도시와 사선시
조선왕조실록에 보면 사선시가 사도시로 개정되었다는 내용은 찾아볼 수가 없다. 그렇지만 사선시와 사도시의 한자를 잘 살펴보면 각 단어의 중간에 있는 '도'와 '시'만 다를 뿐 이고, 이 또한 해석의 큰 차이가 없는 것으로 보아 당시 사선시와 사도시는 같이 혼용해서 쓰였다는 것을 알 수 있다. 그리고 성종 이후로 사선시 대신에 사도시로 굳어진 것으로 보고 있다.